# 短吻吻鰕虎魚
短吻吻鰕虎魚（学名：Rhinogobius brevirostris）为鰕虎魚科吻鰕虎魚屬的鱼类。在中国，分布于南海、台湾海峡等海域，屬于近岸暖水性底层鱼类。其主要生活于浅滩及河口咸淡水区。该物种的模式产地在中国。